# Etheldreda Nakimuli-Mpungu
Etheldreda Nakimuli-Mpungu (nascida em 1974, em Uganda) é professora, pesquisadora, epidemiologista e psiquiatra do Departamento de Psiquiatria da Faculdade de Medicina da Universidade Makerere, em Uganda. Sua pesquisa é particularmente focada em psicoterapia de grupo de apoio como tratamento de primeira linha para depressão em pessoas com HIV. Ela é uma das cinco únicas ganhadoras do Prêmio da Fundação Elsevier para Mulheres Cientistas em Início de Carreira no Mundo em Desenvolvimento em Ciências Biológicas. Ela também foi listada como uma das 100 Mulheres da BBC em 2020.

## Educação
Etheldreda Nakimuli-Mpungu formou-se em Medicina pela Faculdade de Ciências da Saúde da Universidade Makerere, em 1998. Quando ela anunciou a notícia, sua mãe respondeu: “OK, bom. Mas você sabe que não é bom ser só médico, você vai a alguns médicos e eles não te fazem sentir melhor. Eu quero que você seja um dos médicos que realmente fazem o bem para as pessoas". Sua carreira começou em Campala, capital de Uganda, onde trabalhou primeiro em um departamento cirúrgico, depois com crianças. De 2001 a 2012, ela trabalhou em atendimento psiquiátrico no Butabika National Referral Mental Hospital. Em 2006, ela também retomou os estudos de pós-graduação em Psiquiatria na Faculdade de Ciências da Saúde da Universidade Makerere e recebeu um MA. Em 2012, ela recebeu um doutorado em epidemiologia psiquiátrica pela Universidade Johns Hopkins, situada em Baltimore, Maryland, nos Estados Unidos.

## Carreira
Enquanto trabalhava no Hospital Butabika, Etheldreda Nakimuli-Mpungu percebeu que um grande número de pacientes com HIV/AIDS estava sendo internado com sérios problemas de saúde mental. Etheldreda Nakimuli-Mpungu comentou que "àquela altura, ninguém sabia como ajudá-los ou o que fazer com eles", especificando que "havia esta ideia na comunidade médica de que estas pessoas estavam para além de qualquer ajuda".  Ela fez suas próprias observações, que confirmaram que os indivíduos HIV-positivos têm maior probabilidade de serem diagnosticados com depressão, em parte devido ao estigma em torno da doença. Um sintoma da depressão é a negligência do auto-cuidado, o que significa que, para alguns pacientes com HIV, é menos provável que eles tomem seus medicamentos. Etheldreda Nakimuli-Mpungu sentiu que poderia haver uma abordagem dupla para as duas doenças, mas não havia nada publicado na literatura científica na época, que pudesse servir de base para a implementação de tal tratamento.
Etheldreda Nakimuli-Mpungu então lançou um programa de pesquisa para explorar as possibilidades de um tratamento que abordasse ambas as questões. Uma vez que a maioria dos centros médicos em Uganda carece de financiamento, bem como de treinamento e pessoal para trabalhar em cuidados de saúde mental, Etheldreda Nakimuli-Mpungu se concentrou no potencial da terapia de grupo como tratamento. Seu primeiro piloto recrutou 150 pessoas com HIV e depressão. Os recrutas foram divididos em dois grupos: um grupo recebeu sessões de terapia de grupo de Etheldreda Nakimuli-Mpungu, o outro sessões padrão de educação sobre HIV em uma clínica. Enquanto ao longo do tempo a depressão de todos os pacientes diminuiu, significativamente a tendência da terapia de grupo foi uma continuação da diminuição da depressão mesmo após o término das sessões.
Este estudo inicial levou a um programa maior, que começou em 2016. Nesta iteração, 1.140 pacientes foram tratados em mais de 40 centros de saúde no norte de Uganda. Os participantes foram novamente divididos em dois: metade recebeu "psicoterapia culturalmente apropriada", os outros receberam educação geral sobre o HIV. Os tratamentos desta vez foram fornecidos por profissionais de saúde treinados e não profissionais ao longo de oito semanas. O grupo que recebeu psicoterapia apresentou menos incidência de depressão do que o outro grupo, redução dos sintomas de Transtorno de estresse pós-traumático (TEPT), maior adesão aos cursos medicamentosos, menores índices de abuso de álcool, entre outros desfechos. Os efeitos positivos foram maiores entre os pacientes do sexo masculino.
Desde 2020, Etheldreda Nakimuli-Mpungu é professora, pesquisadora, epidemiologista e psiquiatra do Departamento de Psiquiatria da Faculdade de Medicina da Universidade Makerere.

## Prêmios
- Prêmio Internacional ASTRAZENECA/APIRE Young Minds em Psiquiatria, 2005.[6]
- Prêmio Fulbright Internacional de Ciência e Tecnologia, 2007.[6]
- Medalha de Honra da Independência Nacional Presidencial, Uganda, 2016.[5]
- Prêmio da Fundação Elsevier para mulheres cientistas em início de carreira no mundo em desenvolvimento em ciências biológicas, 2016.[6]
- Lista anual das 100 mulheres mais influentes da BBC, 2020.[7]

## Publicações selecionadas
- 'Eficácia e custo-eficácia da psicoterapia de apoio em grupo ministrada por profissionais de saúde leigos treinados para tratamento de depressão entre pessoas com HIV em Uganda: um estudo randomizado por cluster' (coautoria) no The Lancet (fevereiro de 2020).[8]
- 'Psicoterapia de apoio em grupo para tratamento de depressão em pessoas com HIV/AIDS no norte de Uganda: um estudo controlado randomizado de centro único' (coautoria) no Lancet HIV (maio de 2015).[9]
- 'Depressão, uso de álcool e adesão à terapia antirretroviral na África subsaariana: uma revisão sistemática' (co-autoria) em Aids Behavior (novembro de 2012).[10]